# Малые сёстры Девы Марии Скорбящей
Малые сёстры Девы Марии Скорбящей (итал. Suore Minime dell'Addolorata) — католическая женская монашеская конгрегация понтификального права. Конгрегация была основана в 1868 году святой Клелией Барбьери.

## История
1 мая 1868 года Клелия Барбьери вместе со своими подругами Теодорой Баральди и Урсулой Донати основала в Сан-Джованни-ин-Персичето небольшую молитвенную общину под руководством настоятеля Гаэтано Гвиди. Община была названа в честь святого Франциска из Паолы и Пресвятой Девы Марии Скорбящей. Для своей общины они приобрели дом недалеко от местной церкви. Подруги преподавали катехизис и приготовляли молодых людей к таинствам.
26 октября 1879 года кардинал Лючидо Мария Парокки утвердил общину Клелии Барбьери на праве ad experimentum (как эксперимент). Его преемник кардинал архиепископ Болоньи Доменико Свампа признал общину на уровне епархиального права.
20 марта 1934 года Устав сестёр Девы Марии Скорбящей получил понтификальное одобрение «Decretum laudis» и 24 января 1949 года был окончательно утверждён Святым Престолом.

## В настоящее время
В настоящее время монашеская конгрегация Малых сестёр Девы Марии Скорбящей занимаются миссионерской, благотворительной и образовательной деятельностью среди бедных и эмигрантов.
Монашеские общины Малых сестёр Девы Марии Скорбящей действуют в Италии, Бразилии, Индии и Танзании. Генеральный дом конгрегации находится в Болонье.
На 2008 года численность конгрегации составляла 294 сестёр в 36 монашеских домах.

## Источник
- Annuario Pontificio per l’anno 2010, Libreria Editrice Vaticana, Città del Vaticano 2003, стр. 1383, ISBN 978-88-209-8355-0.
- Guerrino Pelliccia e Giancarlo Rocca (curr.), Dizionario degli Istituti di Perfezione (DIP), 10 voll., Edizioni paoline, Milano 1974—2003.